# 黄大憲
黄 大憲（ファン・デホン、朝: 황대헌、1999年7月5日 - ）は、韓国のショートトラックスピードスケート選手。2022年北京オリンピック男子ショート1500m金メダリスト。男子ショート1000m世界記録保持者。江原道庁所属。

## 経歴
京畿道安養市で生まれた。復興高等学校、韓国体育大学校卒業。
2016年、ソルトレイクシティで行われたワールドカップ第2戦で、1000m敗者復活戦において高校生ながら1分20秒875の世界記録をマークした。
2018年、平昌オリンピック500mで39秒854で銀メダルを獲得した。
2022年、北京オリンピックでは1500mで2分9秒219を記録し金メダルを獲得。5000mリレーで銀メダルを獲得した。

## 記録
現在、以下の種目で世界記録を保持している。
| 種目  | 記録       | 日時           | 場所               |
| ----- | ---------- | -------------- | ------------------ |
| 1000m | 1分20秒875 | 2016年11月13日 | ソルトレイクシティ |